# 斯科比奇夫卡
48°49′49″N 24°32′46″E / 48.83028°N 24.54611°E
斯科比奇夫卡（烏克蘭語：Скобичівка），是烏克蘭西部的村莊，隸屬伊萬諾-弗蘭科夫斯克州的伊萬諾-弗蘭科夫斯克區。該村面積6平方公里，2001年人口767，人口密度每平方公里127.8人。